# Soham (sánscrito)
Soham (en sánscrito सो ऽहम् Sonido 'ham) significa en sánscrito "yo soy aquello" o "él soy yo" y es considerado un mantra. También es conocido como mantra So ham, mantra ajapa o mantra hamsa. De acuerdo con la filosofía védica, el mantra hace referencia a identificarse con el universo o la realidad última.
"so 'ham" es la forma abreviada de "saḥ aham", que es una forma enfática de "aham", el pronombre personal "yo" en sánscrito. El mantra también se puede invertir en la forma "hamsa". La combinación sonido 'haṃ haṃsaḥ ha sido interpretada como "yo mismo soy la oca", y esta oca representaría el Atman, el alma de todos los seres vivos.
Cuando se usa para la meditación, "So 'ham" actúa como un mantra natural para el control del patrón de respiración y para ayudar a conseguir la respiración profunda y ganar concentración.
- Sooooo... es el sonido de la inhalación.
- Hammmm... es el sonido de la exhalación.